# Anika Schwörer
Anika Schwörer (* 1. Juni 2001) ist eine Schweizer Volleyballerin.
Sie ist Mitglied der Schweizer Volleyballnationalmannschaft der Frauen. Sie nahm an den Montreux Volley Masters 2018 teil. Sie spielt für den Sm’Aesch Pfeffingen.

## Vereine
- Volley Smash 05 (2018)[3]
- Sm’Aesch Pfeffingen (2019)